# Napoli Women 2025-2026
Questa voce raccoglie le informazioni riguardanti il Napoli Women nelle competizioni ufficiali della stagione 2025-2026.

## Stagione
Quella del 2025-26 è per il Napoli Women la terza stagione consecutiva in Serie A, la massima serie del campionato italiano femminile. In avvio di stagione, la maggioranza del capitale societario è stato acquisito da Redeem Finance, una holding finanziaria. La società ha, inoltre, cambiato denominazione da Napoli Femminile a Napoli Women, mantenendo la forma di società a responsabilità limitata. Alla guida tecnica della squadra è stato confermato David Sassarini, mentre Paola Di Marino ha lasciato la squadra dopo 17 stagioni, le ultime sette consecutive, e dopo aver vestito a lungo la fascia di capitano.

## Organigramma societario
Area amministrativa
- Presidente: Marco Bifulco
- Direttore generale: Marco Zwingauer
- Team manager: Giovanna Canale

Area tecnica
- Responsabile area tecnica: Stefano Squitieri
- Allenatore: David Sassarini
- Vice allenatore: Alfonso Iennaco
- Preparatore dei portieri: Andrea Cerboneschi
- Preparatore atletico: Roberto Masiello
- Magazziniere: Marco Maddaluno

Area sanitaria
- Fisioterapista: Sossio Novelletti
- Nutrizionista: Luca Borrelli
- Match analyst: Jacopo Aglietti

## Rosa
Rosa e numeri come da sito ufficiale.
| N. |                                 | Ruolo | Calciatrice             |
| -- | ------------------------------- | ----- | ----------------------- |
| 1  | Italia (bandiera)               | P     | Beatrice Beretta        |
| 2  | Stati Uniti (bandiera)          | D     | Cameron Brooks          |
| 4  | Bosnia ed Erzegovina (bandiera) | D     | Gloria Slišković        |
| 7  | Stati Uniti (bandiera)          | A     | Hanna Barker            |
| 8  | Polonia (bandiera)              | C     | Kinga Kozak             |
| 9  | Italia (bandiera)               | A     | Morena Gianfico         |
| 10 | Svezia (bandiera)               | A     | Marija Banusic          |
| 11 | Danimarca (bandiera)            | A     | Cecilie Fløe            |
| 13 | Germania (bandiera)             | C     | Natalie Muth            |
| 16 | Danimarca (bandiera)            | D     | Mille Jusjong Henriksen |
| 17 | Italia (bandiera)               | C     | Alessia Carcassi        |
| 19 | Italia (bandiera)               | C     | Manuela Sciabica        |

| N. |                     | Ruolo | Calciatrice        |
| -- | ------------------- | ----- | ------------------ |
| 20 | Norvegia (bandiera) | A     | Mali Motrøen Trøan |
| 21 | Italia (bandiera)   | C     | Teresa Penzo       |
| 22 | Francia (bandiera)  | D     | Magou Doucouré     |
| 23 | Italia (bandiera)   | C     | Melissa Bellucci   |
| 24 | Italia (bandiera)   | C     | Alessia D'Angelo   |
| 28 | Italia (bandiera)   | A     | Ginevra Moretti    |
| 32 | Italia (bandiera)   | D     | Bianca Vergani     |
| 42 | Croazia (bandiera)  | P     | Doris Bačić        |
| 44 | Italia (bandiera)   | D     | Tecla Pettenuzzo   |
| 67 | Italia (bandiera)   | D     | Michela Giordano   |
| 72 | Italia (bandiera)   | C     | Fabiana Vischi     |
| 90 | Italia (bandiera)   | C     | Gabriella Langella |

## Calciomercato

### Sessione estiva
| Acquisti | Acquisti                | Acquisti            | Acquisti         |
| R.       | Nome                    | da                  | Modalità         |
| -------- | ----------------------- | ------------------- | ---------------- |
| D        | Cameron Brooks          | Fort Lauderdale Utd | definitivo       |
| D        | Magou Doucouré          | Bayern Monaco       | definitivo       |
| D        | Mille Jusjong Henriksen | Kolding IF          | definitivo       |
| D        | Gloria Slišković        | Juventus            | rinnovo prestito |
| D        | Bianca Vergani          | Inter               | definitivo       |
| C        | Melissa Bellucci        | Juventus            | definitivo       |
| C        | Alessia Carcassi        | Arezzo              | definitivo       |
| C        | Kinga Kozak             | GKS Katowice        | definitivo       |
| C        | Manuela Sciabica        | Juventus            | rinnovo prestito |
| C        | Teresa Penzo            | Lugano              | definitivo       |
| C        | Fabiana Vischi          | Azalee Solbiatese   | definitivo       |
| A        | Olamide Adugbe          | Freedom             | fine prestito    |
| A        | Hanna Barker            | Fatih Vatan         | definitivo       |
| A        | Cecilie Fløe            | Tampa Bay Sun       | definitivo       |
| A        | Ginevra Moretti         | Juventus            | rinnovo prestito |
| A        | Mali Motrøen Trøan      | Tromsø              | definitivo       |

| Cessioni | Cessioni               | Cessioni         | Cessioni       |
| R.       | Nome                   | a                | Modalità       |
| -------- | ---------------------- | ---------------- | -------------- |
| D        | Paola Di Marino        |                  | fine contratto |
| D        | Matilde Lundorf        | Vålerenga        | fine contratto |
| D        | Alice Pellinghelli     | Sassuolo         | fine prestito  |
| D        | Cecilie Sandvej        | Como 1907        | fine contratto |
| C        | Stephanie Breitner     | Ternana          | fine contratto |
| C        | Klara Andrup           | IFK Göteborg     | fine contratto |
| C        | Vivien Beil            |                  | fine contratto |
| C        | Virginia Di Giammarino | Ternana          | fine contratto |
| C        | Debora Novellino       |                  | fine contratto |
| C        | Erika Santoro          | Sassuolo         | fine contratto |
| A        | Olamide Adugbe         | MFA Žalgiris-MRU | fine contratto |
| A        | Madelen Holme          |                  | fine contratto |
| A        | Maja Jelčić            | Inter            | fine prestito  |
| A        | Loreta Kullashi        | Inter            | fine prestito  |

### Sessione invernale
| Acquisti | Acquisti | Acquisti | Acquisti |
| R.       | Nome     | da       | Modalità |
| -------- | -------- | -------- | -------- |

| Cessioni | Cessioni | Cessioni | Cessioni |
| R.       | Nome     | a        | Modalità |
| -------- | -------- | -------- | -------- |

## Risultati

### Serie A

#### Girone di andata
| Cercola 5 ottobre 2025 1ª giornata | Napoli | – | Fiorentina | Stadio comunale Giuseppe Piccolo |

| 12 ottobre 2025 2ª giornata | Ternana | – | Napoli |  |

| Cercola 19 ottobre 2025 3ª giornata | Napoli | – | Roma | Stadio comunale Giuseppe Piccolo |

| 2 novembre 2025 4ª giornata | Parma | – | Napoli |  |

| Formello 9 novembre 2025 5ª giornata | Lazio | – | Napoli | Stadio Mirko Fersini |

| Cercola 16 novembre 2025 6ª giornata | Napoli | – | Inter | Stadio comunale Giuseppe Piccolo |

| 23 novembre 2025 7ª giornata | Genoa | – | Napoli |  |

| Cercola 7 dicembre 2025 8ª giornata | Napoli | – | Milan | Stadio comunale Giuseppe Piccolo |

| Biella 14 dicembre 2025 9ª giornata | Juventus | – | Napoli | Stadio Alessandro La Marmora-Pozzo |

| Cercola 18 gennaio 2026 10ª giornata | Napoli | – | Como | Stadio comunale Giuseppe Piccolo |

| Sassuolo 25 gennaio 2026 11ª giornata | Sassuolo | – | Napoli | Stadio Enzo Ricci |

#### Girone di ritorno
| Bagno a Ripoli 1º febbraio 2026 12ª giornata | Fiorentina | – | Napoli | Stadio Curva Fiesole |

| Cercola 8 febbraio 2026 13ª giornata | Napoli | – | Ternana | Stadio comunale Giuseppe Piccolo |

| Roma 15 febbraio 2026 14ª giornata | Roma | – | Napoli | Stadio Tre Fontane |

| Cercola 22 febbraio 2026 15ª giornata | Napoli | – | Parma | Stadio comunale Giuseppe Piccolo |

| Cercola 15 marzo 2026 16ª giornata | Napoli | – | Lazio | Stadio comunale Giuseppe Piccolo |

| Milano 22 marzo 2026 17ª giornata | Inter | – | Napoli | Arena Civica |

| Cercola 4 aprile 2026 18ª giornata | Napoli | – | Genoa | Stadio comunale Giuseppe Piccolo |

| Milano 26 aprile 2026 19ª giornata | Milan | – | Napoli | Centro sportivo Vismara |

| Cercola 3 maggio 2026 20ª giornata | Napoli | – | Juventus | Stadio comunale Giuseppe Piccolo |

| Seregno 10 maggio 2026 21ª giornata | Como | – | Napoli | Stadio Ferruccio |

| Cercola 17 maggio 2026 22ª giornata | Napoli | – | Sassuolo | Stadio comunale Giuseppe Piccolo |

### Coppa Italia
| 20-21 settembre 2025 Primo turno | Vincente turno preliminare 2 | – | Napoli |  |

### Serie A Women's Cup
| Formello 23 agosto 2025, ore 20:30 CEST Girone A - 1ª giornata | Lazio | – | Napoli | Stadio Mirko Fersini |

| Cercola 7 settembre 2025, ore 15:00 CEST 2ª giornata | Napoli | – | Parma | Stadio comunale Giuseppe Piccolo |

| Biella 13-14 settembre 2025 3ª giornata | Juventus | – | Napoli | Stadio Alessandro La Marmora-Pozzo |

## Statistiche

### Statistiche di squadra
| Competizione        | Punti | In casa | In casa | In casa | In casa | In casa | In casa | In trasferta | In trasferta | In trasferta | In trasferta | In trasferta | In trasferta | Totale | Totale | Totale | Totale | Totale | Totale | DR |
| Competizione        | Punti | G       | V       | N       | P       | Gf      | Gs      | G            | V            | N            | P            | Gf           | Gs           | G      | V      | N      | P      | Gf     | Gs     | DR |
| ------------------- | ----- | ------- | ------- | ------- | ------- | ------- | ------- | ------------ | ------------ | ------------ | ------------ | ------------ | ------------ | ------ | ------ | ------ | ------ | ------ | ------ | -- |
| Serie A             | -     | -       | -       | -       | -       | -       | -       | -            | -            | -            | -            | -            | -            | -      | -      | -      | -      | -      | -      | -  |
| Coppa Italia        | -     | -       | -       | -       | -       | -       | -       | -            | -            | -            | -            | -            | -            | -      | -      | -      | -      | -      | -      | -  |
| Serie A Women's Cup | -     | -       | -       | -       | -       | -       | -       | -            | -            | -            | -            | -            | -            | -      | -      | -      | -      | -      | -      | -  |
| Totale              | -     | -       | -       | -       | -       | -       | -       | -            | -            | -            | -            | -            | -            | -      | -      | -      | -      | -      | -      | -  |

### Andamento in campionato
| Giornata  | 1 | 2 | 3 | 4 | 5 | 6 | 7 | 8 | 9 | 10 | 11 | 12 | 13 | 14 | 15 | 16 | 17 | 18 | 19 | 20 | 21 | 22 |
| --------- | - | - | - | - | - | - | - | - | - | -- | -- | -- | -- | -- | -- | -- | -- | -- | -- | -- | -- | -- |
| Luogo     | C | T | C | T | T | C | T | C | T | C  | T  | T  | C  | T  | C  | C  | T  | C  | T  | C  | T  | C  |
| Risultato |   |   |   |   |   |   |   |   |   |    |    |    |    |    |    |    |    |    |    |    |    |    |
| Posizione |   |   |   |   |   |   |   |   |   |    |    |    |    |    |    |    |    |    |    |    |    |    |

Legenda:

Luogo: C = Casa; T = Trasferta. Risultato: V = Vittoria; N = Pareggio; P = Sconfitta.

### Statistiche delle giocatrici
| Giocatore            | Serie A  | Serie A | Serie A     | Serie A    | Coppa Italia | Coppa Italia | Coppa Italia | Coppa Italia | Serie A Women's Cup | Serie A Women's Cup | Serie A Women's Cup | Serie A Women's Cup | Totale   | Totale | Totale      | Totale     |
| Giocatore            | Presenze | Reti    | Ammonizioni | Espulsioni | Presenze     | Reti         | Ammonizioni  | Espulsioni   | Presenze            | Reti                | Ammonizioni         | Espulsioni          | Presenze | Reti   | Ammonizioni | Espulsioni |
| -------------------- | -------- | ------- | ----------- | ---------- | ------------ | ------------ | ------------ | ------------ | ------------------- | ------------------- | ------------------- | ------------------- | -------- | ------ | ----------- | ---------- |
| D. Bačić             | -        | -       | -           | -          | -            | -            | -            | -            | -                   | -                   | -                   | -                   | -        | -      | -           | -          |
| M. Banusic           | -        | -       | -           | -          | -            | -            | -            | -            | -                   | -                   | -                   | -                   | -        | -      | -           | -          |
| H. Barker            | -        | -       | -           | -          | -            | -            | -            | -            | -                   | -                   | -                   | -                   | -        | -      | -           | -          |
| M. Bellucci          | -        | -       | -           | -          | -            | -            | -            | -            | -                   | -                   | -                   | -                   | -        | -      | -           | -          |
| B. Beretta           | -        | -       | -           | -          | -            | -            | -            | -            | -                   | -                   | -                   | -                   | -        | -      | -           | -          |
| C. Brooks            | -        | -       | -           | -          | -            | -            | -            | -            | -                   | -                   | -                   | -                   | -        | -      | -           | -          |
| A. Carcassi          | -        | -       | -           | -          | -            | -            | -            | -            | -                   | -                   | -                   | -                   | -        | -      | -           | -          |
| A. D'Angelo          | -        | -       | -           | -          | -            | -            | -            | -            | -                   | -                   | -                   | -                   | -        | -      | -           | -          |
| M. Doucouré          | -        | -       | -           | -          | -            | -            | -            | -            | -                   | -                   | -                   | -                   | -        | -      | -           | -          |
| C. Fløe              | -        | -       | -           | -          | -            | -            | -            | -            | -                   | -                   | -                   | -                   | -        | -      | -           | -          |
| M. Gianfico          | -        | -       | -           | -          | -            | -            | -            | -            | -                   | -                   | -                   | -                   | -        | -      | -           | -          |
| M. Giordano          | -        | -       | -           | -          | -            | -            | -            | -            | -                   | -                   | -                   | -                   | -        | -      | -           | -          |
| M. Jusjong Henriksen | -        | -       | -           | -          | -            | -            | -            | -            | -                   | -                   | -                   | -                   | -        | -      | -           | -          |
| K. Kozak             | -        | -       | -           | -          | -            | -            | -            | -            | -                   | -                   | -                   | -                   | -        | -      | -           | -          |
| G. Langella          | -        | -       | -           | -          | -            | -            | -            | -            | -                   | -                   | -                   | -                   | -        | -      | -           | -          |
| G. Moretti           | -        | -       | -           | -          | -            | -            | -            | -            | -                   | -                   | -                   | -                   | -        | -      | -           | -          |
| M. Motrøen Trøan     | -        | -       | -           | -          | -            | -            | -            | -            | -                   | -                   | -                   | -                   | -        | -      | -           | -          |
| N. Muth              | -        | -       | -           | -          | -            | -            | -            | -            | -                   | -                   | -                   | -                   | -        | -      | -           | -          |
| T. Penzo             | -        | -       | -           | -          | -            | -            | -            | -            | -                   | -                   | -                   | -                   | -        | -      | -           | -          |
| T. Pettenuzzo        | -        | -       | -           | -          | -            | -            | -            | -            | -                   | -                   | -                   | -                   | -        | -      | -           | -          |
| M. Sciabica          | -        | -       | -           | -          | -            | -            | -            | -            | -                   | -                   | -                   | -                   | -        | -      | -           | -          |
| G. Slišković         | -        | -       | -           | -          | -            | -            | -            | -            | -                   | -                   | -                   | -                   | -        | -      | -           | -          |
| B. Vergani           | -        | -       | -           | -          | -            | -            | -            | -            | -                   | -                   | -                   | -                   | -        | -      | -           | -          |
| F. Vischi            | -        | -       | -           | -          | -            | -            | -            | -            | -                   | -                   | -                   | -                   | -        | -      | -           | -          |